# 黑斯廷龙属
黑斯廷龙（属名：Haestasaurus）是植食性蜥脚类恐龙的一个属，隶属大鼻龙类，生存于早白垩世的英格兰。唯一种是贝氏黑斯廷龙（Haestasaurus becklesii）。

## 叙述

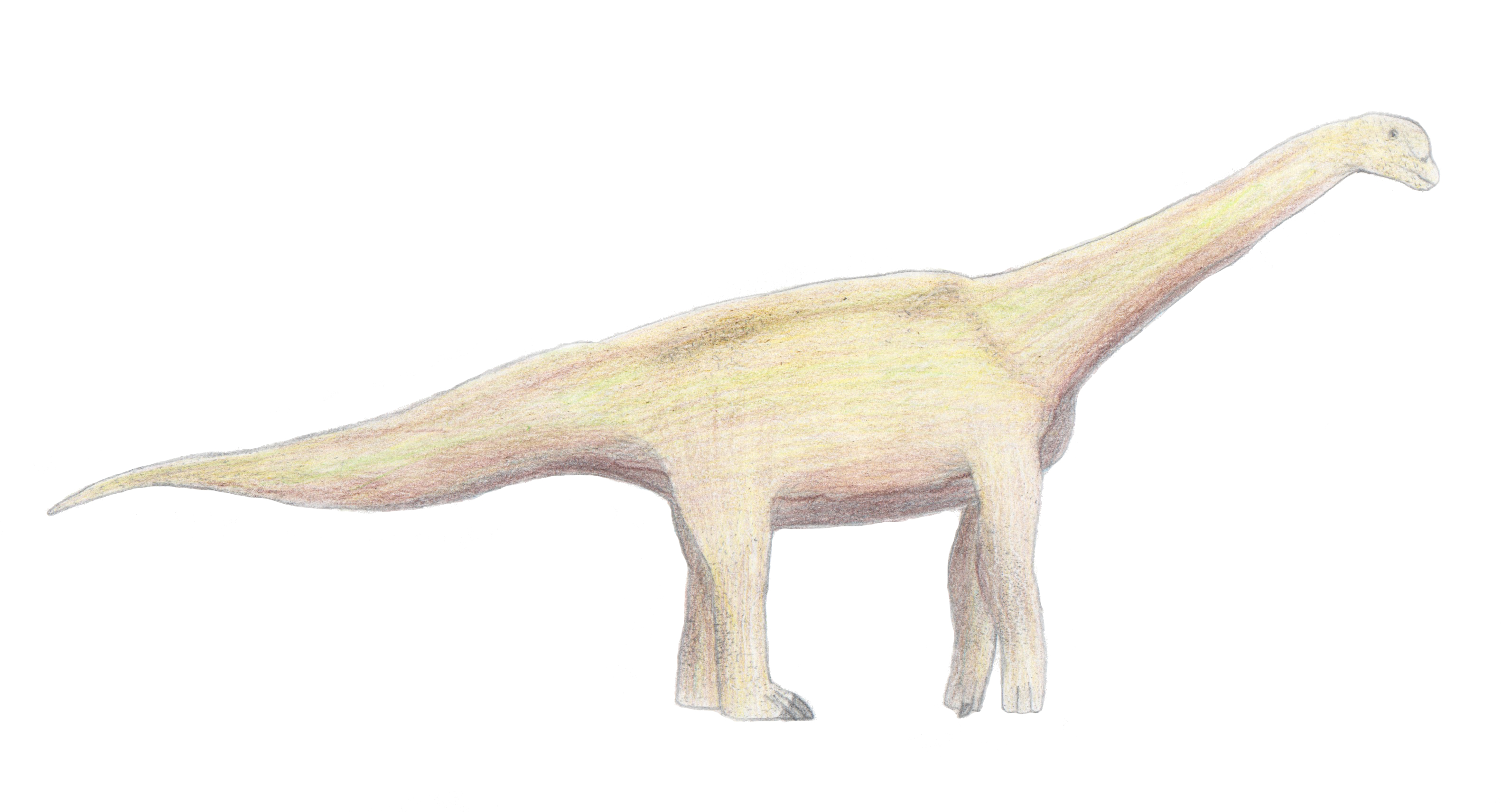
复原图

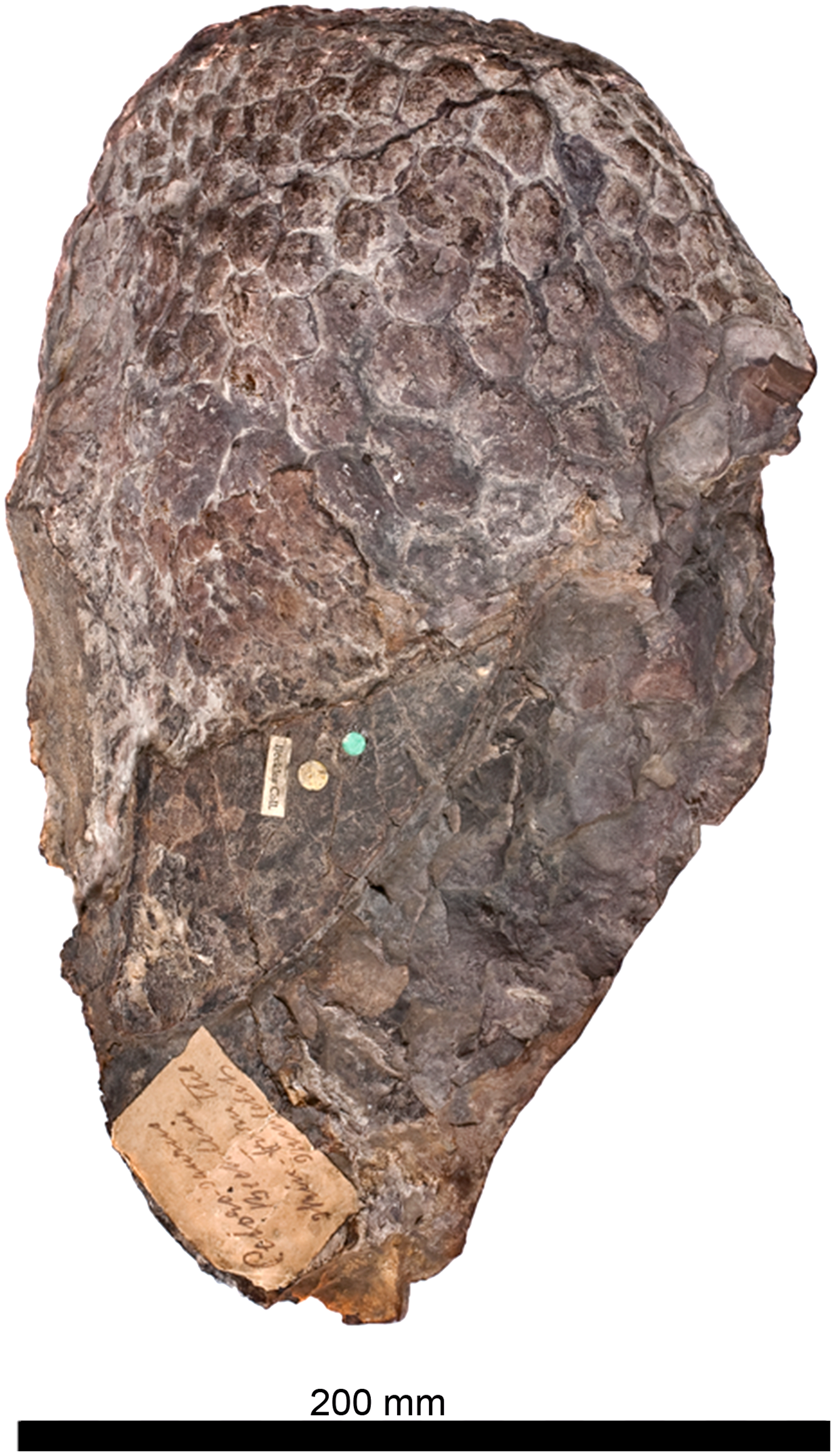
皮肤印痕

作为蜥脚类，黑斯廷龙应是种大型四足长颈恐龙。关于其详细身体结构信息很少，因为目前仅发现了前肢骨骼。
黑斯廷龙的体型可通过前肢长度计算：肱骨长599毫米，尺骨长421毫米，桡骨长404毫米。
2015年的一项研究发现几个独特解剖特征（自衍征），将黑斯廷龙与相关物种区分开来。肱骨内前角突出，形成内上髁前突（Processus entepicondylaris anterior）。肱骨下部的前髁之间有两个小型垂直嵴。从前向后测量，桡骨上表面具有沿外缘的最大宽度；该边缘近乎笔直，而非强烈突出。桡骨下前部在外嵴和内嵴之间略微凹陷。强健的尺骨上有一独特的特征组合：尺骨上表面宽度等于尺骨干长度的40%以上，而纤细的桡骨的上部宽度小于全长的30%。
一块与前肢（编号NHMUK R1868）相关的岩石是已知第一个保存蜥脚类皮肤的标本。由于鳞片可见表面凸出，因此该标本可能不是皮肤印痕。皮肤面积为215×195毫米，显示出直径在10至25毫米之间的非重叠六边形鳞片。鳞片尺寸逐渐减小，可能朝向肘部，以增强灵活性。这些鳞片与后来发现的蜥脚类皮肤印痕极其相似。

## 研究历史
1852年，收藏家塞缪尔·哈斯特·贝克尔斯（Samuel Hursband Beckles）于落潮期间在黑斯廷斯附近东萨塞克斯郡的海岸上发现一块瓦尔登砂岩（Wealden Sandstone）的岩石。目前尚不清楚发现地的确切位置。吉迪恩·曼特尔（Gideon Mantell）研究了岩块中发现的前肢，并于同年的一次演讲上将其命名为畸形龙的第二个种：贝氏畸形龙（Pelorosaurus becklesii），种名纪念贝克尔斯。

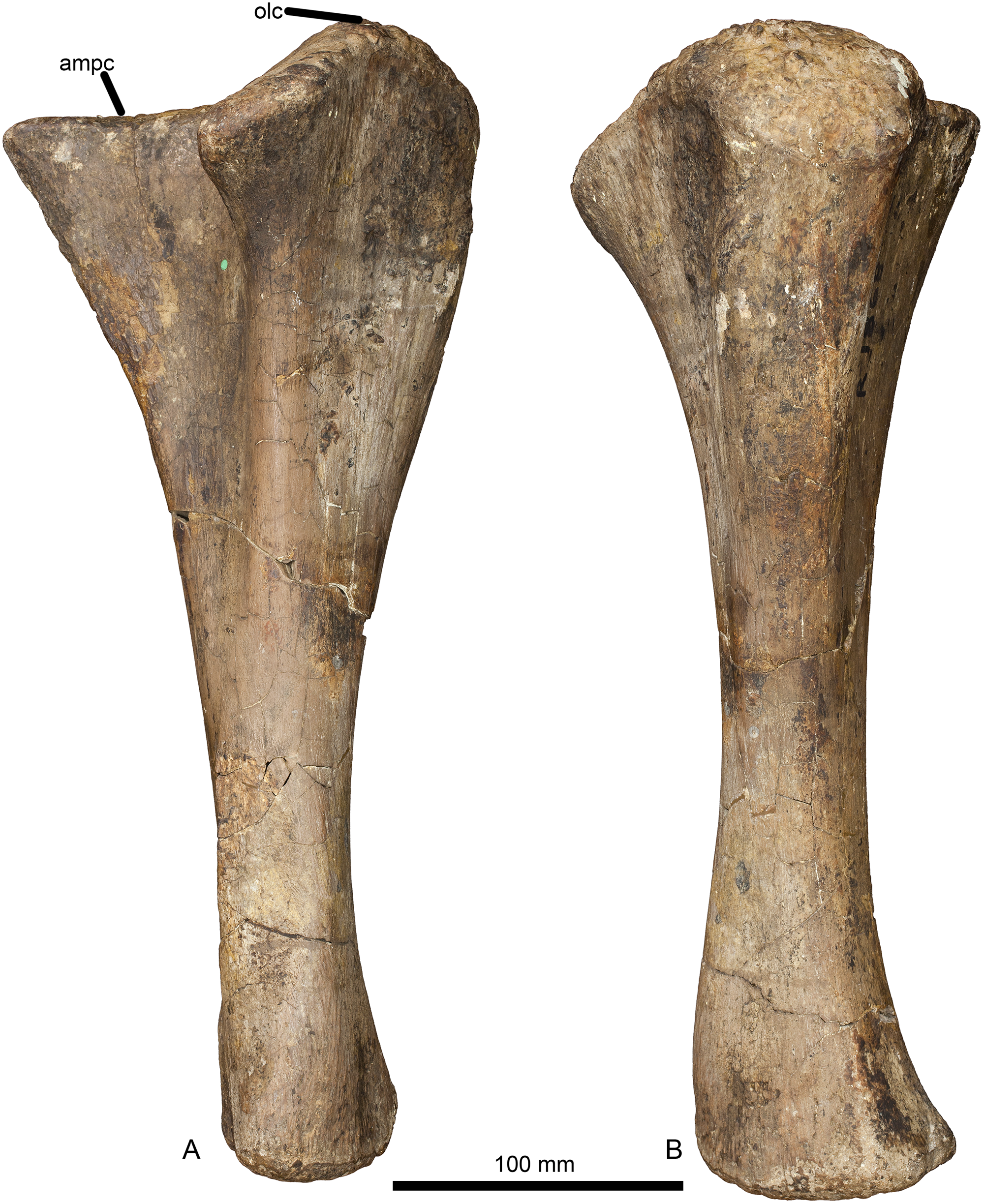
左尺骨

贝氏畸形龙起初很少受到关注，可能是因为这些化石仍保存在贝克尔斯家族的私人收藏中。化石于1891年被英国自然历史博物馆收购。1888年，理查德·莱德克（Richard Lydekker）叙述了博物馆中一个编号BMNH R28701的铸模，但似乎不知道它是一个独立物种，并误将发现地写成怀特岛。1889年，美国古生物学家奥塞内尔·查利斯·马什（Othniel Charles Marsh）创建新组合贝氏鲁钝龙（Morosaurus becklesii）。然而，莱德克没有接受该做法，并在后来的出版物中将该材料归入短体鲸龙（Cetiosaurus brevis）。1932年，弗里德里希·冯·休尼（Friedrich von Huene）得出结论：贝氏畸形龙代表一个独立属，但未建立属名，仅将种名写为“Gen. (?) becklesii”，其中问号表示该未知属可能是腕龙科圆顶龙亚科成员。1990年，约翰·斯坦顿·麦金托什（John Stanton Mcintosh）确认该物种不属于畸形龙。
2015年，保罗·阿普彻奇（Paul Upchurch）、菲利浦·曼尼翁（Philip D. Mannion）和迈克尔·泰勒（Michael P. Taylor）确定贝氏畸形龙在很多特征上不同于康氏畸形龙（Pelorosaurus conybeari）且不是其姊妹种，并将其命名为新属黑斯廷龙（Haestasaurus）。属名取自假设的五世纪撒克逊人部落首领名海斯塔（Haesta），其存在由黑斯廷斯人的原名海斯汀加斯人推断而来；及希腊语sauros（蜥蜴），新组合是贝氏黑斯廷龙（Haestasaurus becklesii），模式种保留原有种名。新属发表于电子杂志《PLoS ONE》上，因此需要生命科学标识码。本属的标识码为9D2E9827-D6D5-444A-A01C-69CAE4FFCA22。黑斯廷龙是2015年开放获取或免费阅读期刊中叙述的18个恐龙分类单元之一。

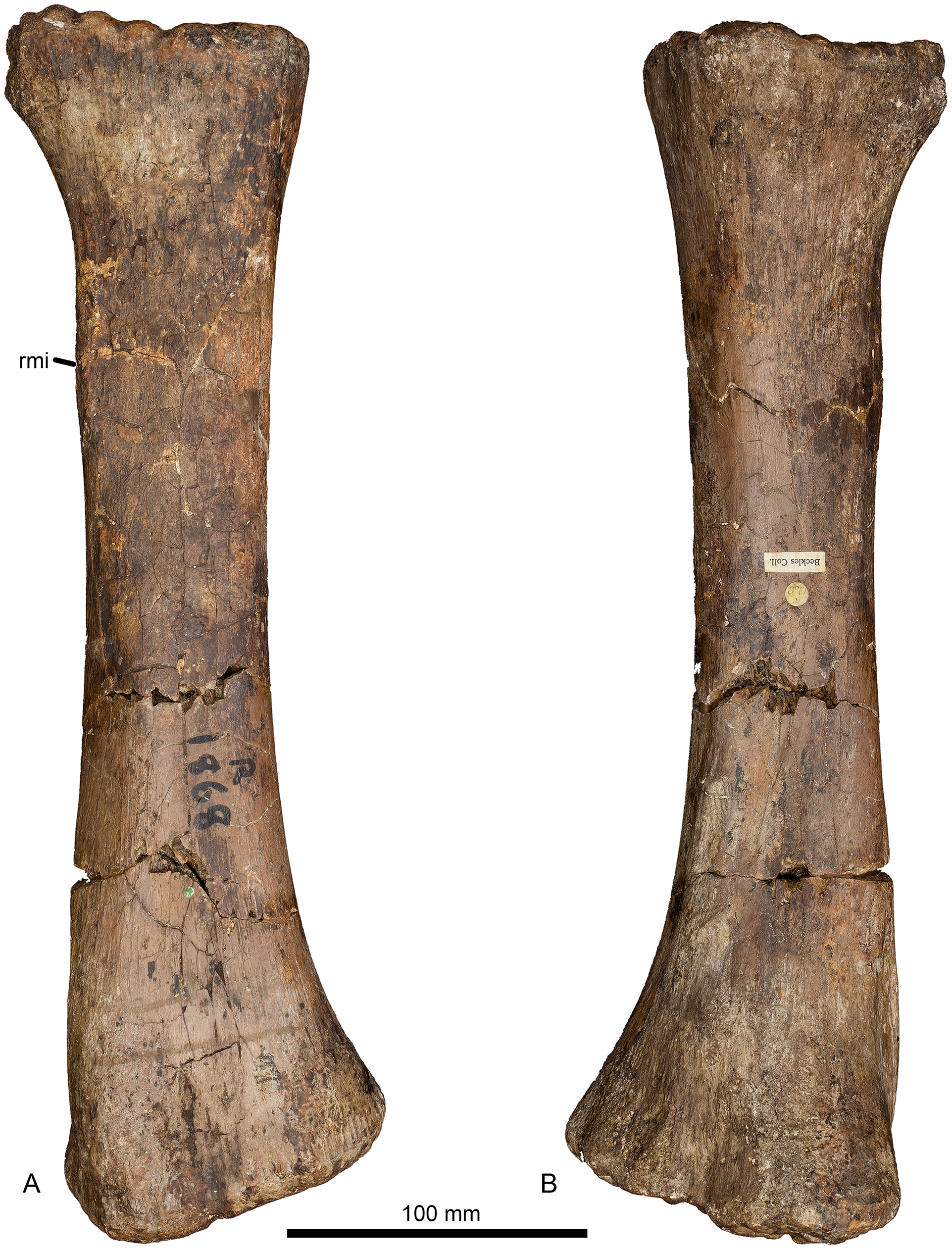
左桡骨

正模标本NHMUK R1870发现于黑斯廷斯岩层，可追溯至约1.4亿年前的贝里亚阶至凡蓝今阶，由含肱骨、尺骨和桡骨的左前肢组成。标本NHMUK R1868是原始岩块的一部分，由肘部附近部分皮肤的铸模组成。当贝克尔斯家族收藏被买下时，其中的掌骨化石（NHMUK R1869）亦被归入本属，但由于尺寸过大而排除于正模标本之外。

## 演化关系
到二十世纪末，大多数研究者都同意贝氏畸形龙是巨龙形类成员，最可能属于泰坦巨龙类。在后一种情况下，它将是已知最古老的欧洲泰坦巨龙类之一。2015年的研究进行详细支序分析以确定本属在分支图中的确切位置。然而，由于可用材料有限而不可能获得该问题的单一解决方案。因此出现了两个主要的备选方案。一种可能是黑斯廷龙确实是泰坦巨龙类基干成员，另一种可能是黑斯廷龙是更大型演化支大鼻龙类的基干成员，也是圆顶龙、詹尼斯龙或特维尔切龙的近亲。作者赞成后一假设，因为某些泰坦巨龙类特征，如强健的肱骨及尺骨，很容易在趋同进化过程中形成以适应体重。因此，黑斯廷龙将代表一种罕见的、生存年代较晚的基础大鼻龙类。